# Спиридон Луис
Спиридон „Спирос“ Луис (грч. Σπυρίδων "Σπύρος" Λούης; Маруси, 12. јануар 1873 — Маруси, 26. март 1940) био је грчки водоноша који је на првим модерним Олимпијским играма у Атини 1896. године победио у маратону и након тога постао национални јунак.

## Порекло и припреме
Луис је рођен 1873. године у граду Марусију, данас северном предграђу Атине, у породици сиромашних сељака. Пошто Атина у то време није имала водовод Луисов отац је носио изворску воду у Атину и тамо је продавао, док му је Спиридон помагао у том послу.
Након што је 1894. године објављена одлука да се обнове Олимпијске игре као новина уведена је и маратонска трка у знак одавања почасти подухвату гласника Филипида који је 490. п. н. е. трчао од попришта Маратонске битке до Атине како би јавио радосну вест о атинској победи над Персијанцима. Грци су били ентузијастични по питању самих игара и такмичења тако да је пуковнику Пападиамантопулосу поверено да организује квалификације атлетичара. Пападиамантопулос је био надређени официр Спиридону Луису током његовог двогодишњег војног рока (1893—1895) тако да је познавао његов атлетски таленат и убедио га је да се такмичи у квалификацијама. Док је прва маратонска трка икада организована у циљу квалификација грчких такмичара 22. марта 1896. године, Луис је наступио у другој која је одржана две седмице касније. На овој трци стигао је пети у укупном поретку, док је победу однео Димитриос Делигианис.

## Маратонска трка
Након почетка првих модерних Олимпијских игара показало се да грчки такмичари нису могли да освоје ни једну медаљу у атлетским дисциплинама што је публика очекивала. Најзад, први маратон је одржан 10. априла (или 29. марта по јулијанском календару који је у то време коришћен у Грчкој) када је пуковник Пападиамантидис дао знак за почетак трке у којој је учешће узело укупно 17 такмичара од којих су тринаесторица представљали Грчку.
И поред бројчане предности Грка у маратонској трци је у почетку водио Француз Албин Лемусије који је све до 32-ог километра био у вођству, али је затим морао да одустане због исцрпљености. Вођство је тада преузео олимпијски победник на 800 и 1500 метара, Аустралијанац Теди Флак али је и он колабирао након чега је Луис избио на прво место. Атмосфера на олимпијском стадиону, где је трка требало да се оконча, је била напета све док полицијски гласник није јавио да је у вођству домаћи такмичар. Хиљаде присутних је одушевљено почело да виче: " Хелен ! Хелен ! ", док су двојица грчких принчева, престолонаследник Константин и његов брат Ђорђе, похрлили да дочекају Луиса и да са њим оптрче последњи круг. Након што је током трке попио помало вина, млека, пива, сока од поморанџе и појео једно ускршње јаје Луис је окончао трку са победничким временом 2: 58: 50.
Одмах након трке, Луису су честитали грчки краљ Ђорђе I, дворани и чланови олимпијског комитета, да би након тога маратонски победник био изнесен на рукама са стадиона. Наводно, када је краљ упитао Луиса какав поклон жели, овај је затражио кола са упрегнутим магарцем како би лакше обављао свој посао водоноше. Луис је од својих земљака добио велики број поклона од накита до доживотне привилегије бесплатног бријања у берберници. Није познато да ли је Луис прихватио све ове дарове, али се зна да је кући одвео магарећу запрегу коју је затражио од краља. Никада се више није бавио спортом.

## Каснији живот
После победничког славља Луис се повукао у своје родно место где је наставио да води повучен живот прво као земљорадник, а затим на кратко и као полицајац. Када је 1926. године ухапшен под оптужбама да је фалсификовао војну документацију, завршио је у затвору на годину дана. Луис је ослобођен оптужби, а његово хапшење је узроковало бес грчке штампе.
Његово последње јавно појављивање било је 1936. године када је позван као почасни гост у Берлин на Једанаесте олимпијске игре. Током свечаности отварања Игара на којој је носио грчку заставу, Луиса је примио немачки канцелар Адолф Хитлер коме је некадашњи маратонац уручио маслинову гранчицу из Олимпије као симбол мира.
Луис је умро 26. марта 1940. године неколико месеци пре Мусолинијеве инвазије на Грчку. Велики број спортских клубова и удружења у Грчкој и међу грчком дијаспором носе његово име. Најпознатији спортски објекат који носи име Спиридона Луиса је Олимпијски стадион у Атини на коме су 2004. одржане летње олимпијске игре.
Луис је ушао и у грчке изреке где термин „Гиноме Луис“ (грч. Γίνομαι Λούης) тј „Постани Луис“ у пренесеном значењу значи нестани трчећи.